# Gerygone inornata
A Gerygone inornata a madarak osztályának verébalakúak (Passeriformes) rendjébe és az ausztrálposzáta-félék (Acanthizidae) családjába tartozó faj. A családot egyes szervezetek a gyémántmadárfélék (Pardalotidae) családjának, Acanthizinae alcsaládjáként sorolják be.

## Rendszerezése
A fajt Alfred Russel Wallace brit természettudós írta le 1864-ben.

## Előfordulása
Timor szigetén, Indonézia és  Kelet-Timor területén honos. A természetes szubtrópusi és trópusi síkvidéki és hegyi esőerdők, mangroveerdők, valamint szavannák és cserjések.

## Megjelenése
Testhossza 10 centiméter.

## Életmódja
Rovarokkal táplálkozik.